# Leis de Kirchhoff

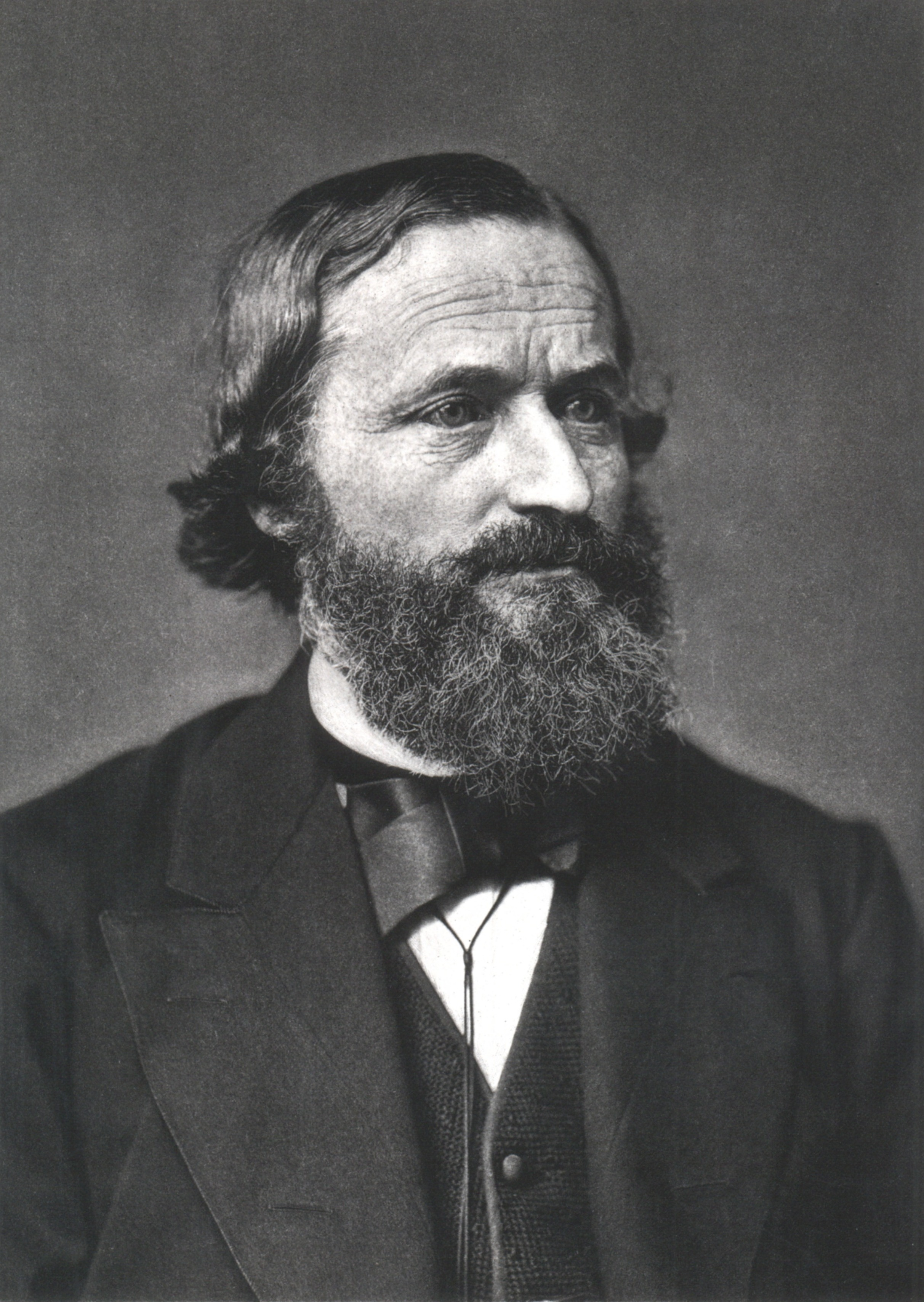
Gustav Robert Kirchhoff

As Leis de Kirchhoff foram criadas e desenvolvidas pelo físico alemão  Gustav Robert Kirchhoff (1824-1887). Existem essencialmente duas Leis que Kirchhoff determinou: A Lei de Kirchhoff para Circuitos Elétricos e a Lei de Kirchhoff para Espectroscopia. A primeira foi criada para resolver problemas de circuitos elétricos mais complexos. Tais problemas podem ser encontrados em circuitos com mais de uma fonte de resistores estando tanto em série quanto paralelo. Para criar a Lei, Kirchhoff introduziu o conceito de nó (ou junção) e malha, o que é extremamente importante para o entendimentos das Leis. Uma junção ou nó é um ponto no circuito que une dois ou mais condutores. Já malha, é qualquer caminho fechado de um condutor. Tais conceitos dividem a lei outras duas enunciadas como: Lei dos Nós de Kirchhoff e Lei das Malhas de Kirchhoff.
A segunda Lei, consiste nos espectros de absorção e de emissão. Há um certo tempo, acreditava-se que o espectro solar obtido era completamente contínuo, entretanto o cientista inglês William Hyde Wollaston descobriu que ao trabalhar com um feixe de luz muito fino (ele usou uma fenda de aproximadamente 0,01 mm) podia-se notar que o espectro solar possuia sete linhas negras sobre ele. Um tempo depois, o jovem Joseph von Fraunhofer (1787-1826), usando prismas e grades de difração, constatou que o espectro solar na verdade possui milhares de linhas negras sobrepostas. Anos mais tarde, Kirchhoff notou que as manchas amarelas, obtidas por um espectro do sódio, ficavam exatamente no mesmo lugar que duas linhas negras do espectro do Sol. Então, ele e o químico Robert Wilhelm Bunsen realizaram inúmeros experimentos e observaram que se passassem uma luz branca do bico de Bunsen, como a luz solar, pela luz amarela emitida pelo sódio, e o prisma fosse atravessado para gerar o espectro; o resultado seria o espectro solar contínuo, com as cores do arco-íris, porém, com as linhas negras na mesma posição das linhas amarelas do espectro do sódio. O Sol emite luzes de todas as cores, do vermelho ao violeta, mas, ao atravessar a atmosfera terrestre, os gases presentes absorvem a luz do Sol exatamente nas cores que emitem. Esses tipos de espectros são chamados espectros de absorção. Baseado nessas observações, Kirchhoff criou mais três leis derivadas de sua Lei para Espectroscopia, que são:
- Um corpo opaco quente, independentemente dos três estados físicos, emite um espectro contínuo.
- Um gás transparente – como os dos gases nobres que foi visto acima – produz um espectro de emissão, com o aparecimento de linhas brilhantes. O número e a posição dessas linhas serão determinados pelos elementos químicos presentes no gás.
- Se um espectro contínuo passar por um gás à temperatura mais baixa, o gás frio causa a presença de linhas escuras, ou seja, será formado um espectro de absorção. É o que ocorreu com o espectro da luz do Sol ao passar pelo gás do sódio. Nesse caso, o número e a posição das linhas no espectro de absorção também dependem dos elementos químicos presentes no gás.

## Leis de Kirchhoff para circuitos elétricos
Formuladas em 1845, estas leis são baseadas no Princípio de Conservação da Carga Elétrica e no fato de que o potencial elétrico tem o valor original após qualquer percurso em uma trajetória fechada (sistema não-dissipativo).

### 1ª Lei de Kirchhoff (Lei das Correntes ou Leis dos Nós)

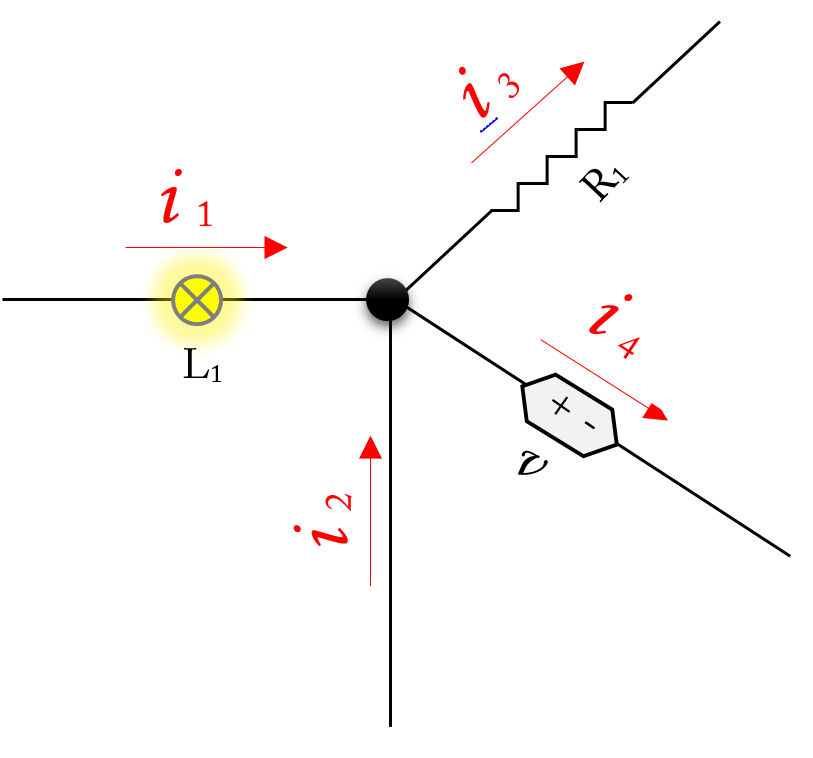
1ª Lei de Kirchhoff para circuitos Elétricos,

Em um nó, a soma das correntes elétricas que entram é igual à soma das correntes que saem, ou seja, um nó não acumula carga.
{\displaystyle \sum _{k=1}^{N}i_{k}=0}, sendo a corrente elétrica {\displaystyle i={\frac {\delta Q}{\delta t}}}.
Isto é devido ao Princípio da Conservação da Carga Elétrica, o qual estabelece que em um ponto qualquer a quantidade de carga elétrica que chega (δ{\displaystyle Q_{1}}) deve ser exatamente igual à quantidade que sai (δ{\displaystyle Q_{2}} + δ{\displaystyle Q_{3}}),
δ{\displaystyle Q_{1}} = δ{\displaystyle Q_{2}} + δ{\displaystyle Q_{3}.}
Dividindo por δt:
{\displaystyle I_{1}=I_{2}+I_{3}.}

### 2ª Lei de Kirchhoff (Lei das Tensões ou Lei das Malhas)

Segunda lei de Kirchhoff v_{1} + v_{2} + v_{3} - v_{4} = 0

A soma algébrica da d.d.p (Diferença de Potencial Elétrico) em um percurso fechado é nula.
{\displaystyle \sum _{k=1}^{N}U_{k}=0}
De acordo com o enunciado:
{\displaystyle -3+5\times I_{1}+R_{3}\times I_{3}=0}
Observação: Neste caso {\displaystyle U_{1}=3V}. As leis de Kirchhoff são baseadas no eletromagnetismo e só são válidas quando o tamanho da oscilação eletromagnética é muito maior que as dimensões do circuito.
Características do circuito em série
O circuito em série apresenta três características importantes:
1. Fornece apenas um caminho para a circulação da corrente elétrica;
2. A intensidade da corrente é a mesma ao longo de todo o circuito em série;
3. O funcionamento de qualquer um dos consumidores depende do funcionamento dos consumidores restantes.

## Lei de Kirchhoff para radiação térmica
A lei de Kirchhoff em termodinâmica, também chamada Lei de Kirchhoff da radiação térmica, é uma declaração geral igualando emissão e absorção em objetos aquecidos, proposta por Kirchhoff em 1859 (e demonstrada em 1861), a partir de considerações gerais de equilíbrio termodinâmico.
Um objeto a uma temperatura diferente de zero irradia energia eletromagnética. Se esse objeto é um corpo negro perfeito, absorvendo toda a luz que incide sobre ele, ele irradia energia de acordo com a fórmula de radiação do corpo negro. De maneira geral, ele irradia com alguma emissividade multiplicada pela fórmula do corpo negro. A lei de Kirchhoff declara:
Em equilíbrio térmico, a emissividade de um corpo (ou superfície) é igual à sua absortância.